# 奧維耶多大學

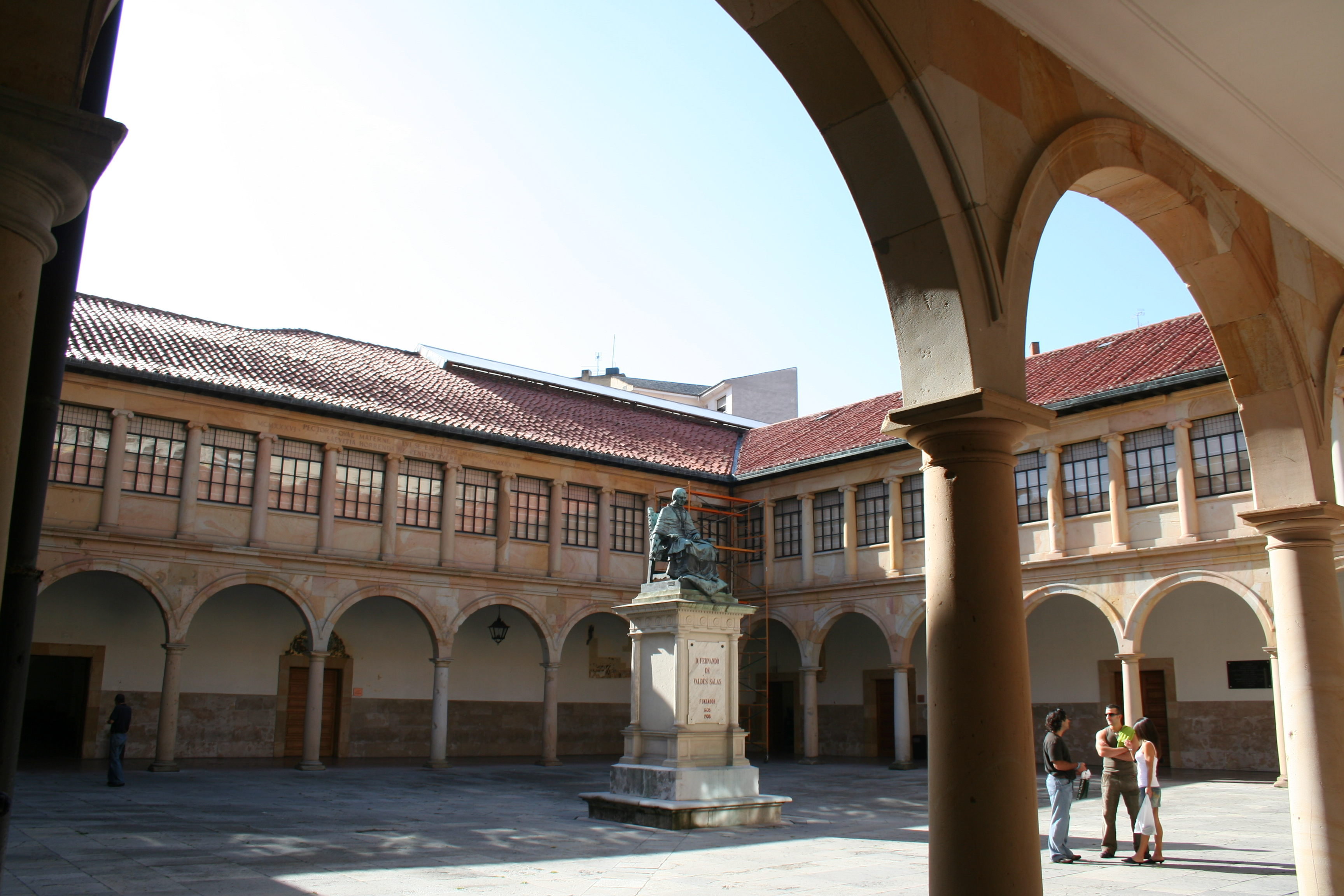
大學建築

奧維耶多大學（西班牙語：Universidad de Oviedo）是位於西班牙阿斯图里亚斯的一所公立大學，是阿斯圖里亞斯唯一一所大學，在該地區的奧維耶多、希洪和米耶雷斯有三個校區。

## 歷史
費爾南多·薩拉斯（Fernando de Valdés Salas）樞機最早提出了在阿斯圖里亞斯地區建造一所大學的意見。1574年，教宗額我略十三世頒布教宗诏书，確定該大學即將建立。該大學在1608年9月21日正式開課。

## 知名校友
- 拉斐爾·德爾列戈
- 加斯帕尔·利亚马萨雷斯

## 外部連接
- 官方网站